# William Whewell/Drugotna literatura
William Whewell/Drugotna literatura
- Becher, H. (1981) “William Whewell and Cambridge Mathematics,” Historical Studies in the Physical Sciences, 11: 1–48.

– (1986), “Voluntary Science in Nineteenth-Century Cambridge University to the 1850s,” British Journal for the History of Science, 19: 57–87.
–(1991), “Whewell's Odyssey: From Mathematics to Moral Philosophy,” In Menachem Fisch and Simon Schaffer, eds.William Whewell: A Composite Portrait. Cambridge: Cambridge University Press, pp. 1–29.
- Brewster, D. (1842), “Whewell's Philosophy of the Inductive Sciences,” Edinburgh Review, 74: 139–61.
- Brooke, J.H. (1977), “Natural Theology and the Plurality of Worlds: Observations on the Brewster-Whewell Debate,” Annals of Science, 34: 221–86.
- Buchdahl, G. (1991), “Deductivist versus Inductivist Approaches in the Philosophy of Science as Illustrated by Some Controversies Between Whewell and Mill,” in Fisch and Schaffer (eds.) 1991, pp. 311–44.
- Butts, R.(1973), “Whewell's Logic of Induction” in R.N. Giere and R.S.Westfall, (eds.) Foundations of Scientific Method, *Bloomington: Indiana University Press, pp. 53-85.

– (1987), “Pragmatism in Theories of Induction in the Victorian Era: Herschel, Whewell, Mach and Mill” in H. Stachowiak (ed.), Pragmatik: Handbuch Pragmatischen Denkens,Hamburg: F. Meiner, pp. 40-58.
- Cannon, W. F. (1964), “William Whewell: Contributions to Science and Learning,” Notes and Records of the Royal Society, 19: 176–91.
- Donagan, A. (1992), “Sidgwick and Whewellian Intuitionism: Some Enigmas,” in B. Schultz (ed.) 1992, pp. 123–42.
- Ducheyne, S. (2010a), “Whewell's Tidal Researches: Scientific Practice and Philosophical Methodology,” Studies in History and Philosophy of Science (Part A), 41: 26–40.

– (2010b), “Fundamental Questions and Some New Answers on Philosophical, Contextual, and Scientific Whewell,” Perspectives on Science, 18: 242–72.
- Fisch, M. (1985), “Necessary and Contingent Truth in William Whewell's Antithetical Theory of Knowledge,” Studies in History and Philosophy of Science, 16: 275–314.

– (1985), “Whewell's Consilience of Inductions: An Evaluation,” Philosophy of Science, 52: 239–55.
– (1991), William Whewell, Philosopher of Science, Oxford: Oxford University Press.
- Fisch, M. and S. Schaffer (eds.) (1991), William Whewell: A Composite Portrait, Oxford: Oxford University Press.
- Harper, W. (1989), “Consilience and Natural Kind Reasoning,” in J.R. Brown and J. Mittelstrass (eds.), An Intimate Relation, *Dordrecht: D. Reidel, pp. 115–52.
- Herschel, J. (1841), “Whewell on Inductive Sciences,” Quarterly Review, 68: 177–238.
- Hesse, M.B. (1968), “Consilience of Inductions,” in Imre Lakatos (ed.), The Problem of Inductive Logic, Amsterdam: North Holland Publication Co., pp. 232–47.

– (1971), “Whewell's Consilience of Inductions and Predictions [Reply to Laudan],” Monist, 55: 520–24.
- Hutton, R.H. (1850), “Mill and Whewell on the Logic of Induction,” The Prospective Review, 6: 77–111.
- Laudan, L. (1971), “William Whewell on the Consilience of Inductions,” Monist, 55: 368–91.

– (1980), “Why was the Logic of Discovery Abandoned?” in T. Nickles (ed.), Scientific Discovery, Logic, and Rationality, Dordrecht: D. Reidel, pp. 173–183.
- Losee, J. (1983), “Whewell and Mill on the Relation between Science and Philosophy of Science,” Studies in History and Philosophy of Science, 14: 113–26.
- Lugg, A. (1989), “History, Discovery and Induction: Whewell on Kepler on the Orbit of Mars,” in J.R Brown and J. Mittelstrass (eds.), An Intimate Relation, Dordrecht: D. Reidel, pp. 283–98.
- Mill, J.S. (1836), “Dr. Whewell on Moral Philosophy,” Westminster Review, 58: 349–85.
- Morrison, M. (1990), “Unification, Realism and Inference,” British Journal for the Philosophy of Science, 41: 305–332.

– (1997), “Whewell on the Ultimate Problem of Philosophy,” Studies in History and Philosophy of Science, 28: 417–437.
- Niiniluoto, I. (1977), “Notes on Popper as a Follower of Whewell and Peirce,” Ajatus, 37: 272–327.
- Peirce, C.S. (1865 [1982]), “Lecture on the Theories of Whewell, Mill and Comte,” in M. Fisch (ed.), Writings of Charles S. *Peirce: Chronological Edition, Bloomington IN: Indiana University Press, pp. 205–23.

– (1869 [1984]), “Whewell,” in Max H. Fisch (ed.), Writings of Charles S. Peirce: A Chronological Edition (Volume 2), Bloomington, IN: Indiana University Press, pp. 337–45.
- Ruse, M. (1975), “Darwin's Debt to Philosophy: An Examination of the Influence of the Philosophical Ideas of John F.W. Herschel and William Whewell on the Development of Charles Darwin's Theory of Evolution,” Studies in History and Philosophy of Science, 6: 159–81.

– (1976), “The Scientific Methodology of William Whewell,” Centaurus, 20: 227–57. (1991), “William Whewell: Omniscientist,” in M. Fisch and S. Schaffer (eds.) 1991, pp. 87–116.
- Schultz, B. (ed.) (1992), Essays on Henry Sidgwick, Cambridge: Cambridge University Press.
- Singer, M. (1992), “Sidgwick and 19th century Ethical Thought,” in B. Schultz (ed.), Essays on Henry Sidgwick, Cambridge: Cambridge University Press, pp. 65–91.
- Snyder, L.J. (1994), “It's All Necessarily So: William Whewell on Scientific Truth,” Studies in History and Philosophy of Science, 25: 785–807.

– (1997a), “Discoverers' Induction,” Philosophy of Science, 64: 580–604. (1997b), “The Mill-Whewell Debate: Much Ado About Induction,” Perspectives on Science, 5: 159–198. (1999), “Renovating the Novum Organum: Bacon, Whewell and Induction,” Studies in History and Philosophy of Science, 30: 531–557. (2005), “Confirmation for a Modest Realism,” Philosophy of Science, 72: 839–49.
– (2006), Reforming Philosophy: A Victorian Debate on Science and Society, Chicago: University of Chicago Press. (2008), “The Whole Box of Tools: William Whewell and the Logic of Induction,” in John Woods and Dov Gabbay (eds.), The Handbook of the History of Logic (Volume VIII), Dordrecht: Kluwer, pp. 165–230. (2011), The Philosophical Breakfast Club: Four Remarkable Men who Transformed Science and Changed the World, New York: Broadway Books.
- Strong, E.W. (1955), “William Whewell and John Stuart Mill: Their Controversy over Scientific Knowledge,” Journal of the History of Ideas, 16: 209–31.
- Wilson, D.B. (1974), “Herschel and Whewell's Versions of Newtonianism,” Journal of the History of Ideas, 35: 79–97.
- Yeo, R. (1993), Defining Science: William Whewell, Natural Knowledge, and Public Debate in Early Victorian Britain, Cambridge: Cambridge University Press.